# هیثم کجو
هیثم کجو (عربی: هيثم كجو؛ ۲۳ مارس ۱۹۷۶ – ۱۶ اکتبر ۲۰۰۲) بازیکن فوتبال اهل سوریه بود.
وی همچنین در تیم ملی فوتبال سوریه بازی کرده‌است.